# Ligue mexicaine de baseball 2013
Navigation
2012 2014
La saison 2013 de la Ligue mexicaine de baseball est la 89e édition de ce championnat. 
Le championnat 2013 compte les mêmes 16 clubs de la saison précédente. Il a débuté le 22 mars, avec pour match d'ouverture un duel entre les Olmecas de Tabasco et les tenants du titre de la saison 2012, les Rojos del Águila de Veracruz, et s'est achevé par les séries finales (Serie del Rey en espagnol) qui ont vu les Tigres de Quintana Roo s'imposer 4-1 face aux Sultanes de Monterrey le 29 août de la même année.
Les Séries finales, dites Serie del Rey et diffusées en direct sur la chaîne de télévision sportive TVC Deportes, ont rassemblé environ 2 millions de téléspectateurs.

## Équipes
| Groupe | Equipe                       | Ville                          | Stade                                       | Capacité |
| ------ | ---------------------------- | ------------------------------ | ------------------------------------------- | -------- |
| Nord   | Acereros de Monclova         | Monclova, Coahuila             | Estadio Monclova                            | 11 000   |
| Nord   | Broncos de Reynosa           | Reynosa, Tamaulipas            | Estadio Adolfo López Mateos                 | 10 000   |
| Nord   | Diablos Rojos del México     | Mexico                         | Foro Sol                                    | 27 940   |
| Nord   | Pericos de Puebla            | Puebla, Puebla                 | Estadio Hermanos Serdán                     | 12 000   |
| Nord   | Rieleros de Aguascalientes   | Aguascalientes, Aguascalientes | Parque Alberto Romo Chávez                  | 9 000    |
| Nord   | Saraperos de Saltillo        | Saltillo, Coahuila             | Estadio Francisco I. Madero                 | 16 000   |
| Nord   | Sultanes de Monterrey        | Monterrey, Nuevo León          | Estadio de Béisbol Monterrey                | 27 000   |
| Nord   | Vaqueros Laguna              | Torreón, Coahuila              | Estadio Revolución                          | 12 000   |
| Sud    | Guerreros de Oaxaca          | Oaxaca, Oaxaca                 | Estadio Lic. Eduardo Vasconcelos            | 7 200    |
| Sud    | Delfines del Carmen          | Ciudad del Carmen, Campeche    | Estadio Resurgimiento                       | 8 200    |
| Sud    | Leones de Yucatán            | Mérida, Yucatán                | Estadio Kukulcán                            | 16 000   |
| Sud    | Olmecas de Tabasco           | Villahermosa, État de Tabasco  | Parque Centenario 27 de Febrero             | 10 500   |
| Sud    | Petroleros de Minatitlán     | Minatitlán, Veracruz           | Parque 18 de marzo de 1938                  | 7 500    |
| Sud    | Piratas de Campeche          | Campeche, État de Campeche     | Estadio Nelson Barrera Romellón             | 6 000    |
| Sud    | Rojos del Águila de Veracruz | Veracruz, Veracruz             | Parque Deportivo Universitario "Beto Ávila" | 7 822    |
| Sud    | Tigres de Quintana Roo       | Cancún, Quintana Roo           | Estadio Beto Ávila                          | 9 000    |